# Porcușor de vad
Porcușorul de vad sau chetrarul (Romanogobio uranoscopus) este un pește dulcicol bentopelagic, de 7–8 cm (maximal 13 cm), din familia ciprinidelor, care trăiește în râurile de munte și de deal din regiunea răsăriteană a bazinului dunărean.

## Etimologia denumirii științifice
Numele genului Romanogobio vine din latina, romano = român, România + gobius = porcușor, adică "porcușori din România". Numele speciei uranoscopus este format din cuvintele grecești ouranos = cer și skopos = privire, țintă, adică „care privește în cer”, cu referire la ochii peștelui îndreptați în sus.

## Denumiri populare
Porcușor de vad, Chetrar, Cui, Morcoci, Pește pistriț, Pistriț, Petrișor, Petros, Petroasă, Petroc, Petroșel.

## Distribuția geografică
Specia este răspândită în zonele de deal și de munte din regiunea răsăriteană a bazinului Dunării, din Austria și Slovacia până în Bulgaria. Este întâlnită în porțiunea de munte și de deal a tuturor râurilor mai mari care izvorăsc la munte. Porcușorul de vad a fost găsit în Albania, Austria, Bosnia și Herțegovina, Bulgaria, Croația, Republica Cehă, Ungaria, Macedonia, fosta Republică Iugoslavă, Muntenegru, Polonia, România, Serbia, Slovacia, Slovenia, Ucraina.
În România este răspândit în regiunea superioară a râurilor de deal și de munte cu viteză mare: Vișeu, Someș, Someșul Mare, Someșul Mic, Crasna, Crișul Repede, Crișul Negru, Mureș, Arieș, Târnava Mare, Bega, Timiș, Nera, Cerna, Gilort, Jiu, Olt, Sâmbăta, Cibin, Râul Brezii, Argeș, Dâmbivița, Ialomița, Suceava, Moldova, Moldovița, Bistrița, Zalău etc. În Dunăre numai la Cazane.

## Habitatul și comportamentul
Trăiește la adâncimi mici, în râurile mari de munte și de deal, bine oxigenate, cu un curent rapid și în cursul superior al apelor ce alcătuiesc așa-numita zonă a scobarului, unde trăiește scobarul. Se localizează în vaduri și în repezișuri unde apa are o viteză de 70–115 cm/s cu fundurile pietroase, bolovănoase. Uneori ajunge și la șes, dar numai în repezișuri. Niciodată nu-l vom găsi adăpostit la rădăcina pomilor sau în adâncimi. Puietul trăiește în zona apei cu curent slab, cu fund nisipos.
Este un pește bentonic, stă pe fundul apei, cu capul îndreptat contra curentului,  fiind sedentar, fotofob, este activ în principal în amurg și noaptea sau în zilele innorate. Puietul este mai activ în timpul zilei.
Peștii adulții sunt solitari, însă formează cârduri constând din câțiva indivizi în perioada de reproducere.
În timpul verii stau în ape puțin adânci, iar iarna  caută zone mai adânci, în care iernează imobili sau au o activitatea redusă.

## Descrierea
Lungimea obișnuită 7–8 cm și excepțională 15 cm.
Formula înotătoarelor: înotătoarea dorsală: II - III, 6-8; înotătoarea anală: II-III, 5-7; înotătoarele pectorale: I 12-15; înotătoarele ventrale: II 5-7; înotătoarea caudală 19.
Pe linie laterală se află 40-43 solzi. Spini branhiali 3. Dinți faringieni cu formula 3.5-5.3 sau 2.5-5.2. Vertebre 36. Numărul cromozomilor: 2n = 50.
Corpul alungit, fuziform, acoperit cu solzi cicloizi destul de mari. Gâtul și pieptul sunt acoperite cu solzi. Solzii de pe spatele corpului fără striuri longitudinale. Corpul și pedunculul caudal gros, cilindric, necomprimat lateral. Pedunculul caudal este lung, mai lung ca înălțimea corpului; el nu este comprimat, e gros la bază și foarte puțin înalt spre vârf, unde este aproape cilindric; lungimea pedunculului caudal este mai lungă sau aproape egală cu lungimea capului. Înălțimea maximă a corpului se cuprinde în lungimea lui (fără înotătoarea caudală) de (5) 6,2-6,7 ori. Profilul dorsal este ușor convex iar cel ventral este orizontal.
Ochii sunt ridicați spre frunte, privind în sus (de aici vine și numele specific de uranoscopus). Diametrul ochiului se cuprinde de 5,0-5,5 ori în lungimea capului și de 0,9-1,0 ori în spațiul interorbital. Ochii mai mici decât lățimea frunții.
Gura inferioară în poziție ventrală; buza inferioară întreruptă la mijloc. Dinții faringieni dispuși pe două rânduri, cu formula 3.5-5.3,  terminați într-un croșet evident. La colțurile gurii se găsește câte o mustață. Mustățile sunt lungi și lungimea lor intră de (1,3) 1,5-1,7 ori în lungimea capului; ele ajung cu capătul lor până la marginea posterioară a preoperculului, trecând uneori dincolo de aceasta. La îmbinarea buzelor sunt câte o prelungire posterioară ce se aseamănă cu o a doua pereche de mustăți.
Botul este relativ ascuțit. Capul relativ mare. Spinii branhiali sunt scurți, rari. Orificiul anal este mai aproape de înotătoarea anală decât de înotătoarea ventrală.
Înotătoarele ventrale sunt inserate sub înotătoarele dorsale sau un puțin înapoi. Înotătoarea caudală este profund bifurcată, cu lobii rotunjiți și egali sau aproape egali (lobul inferior este puțin mai lung). Înotătoarea dorsală scurtă, cu 7-8 radii ramificate, începe puțin înaintea bazei înotătoarei ventrale. Marginea înotătoarei dorsale este ușor excavată. Înotătoarea anală scurtă, cu 6-7 radii ramificate. Începutul înotătoarei anale mai aproape de începutul înotătoarei ventrale decât de baza înotătoarei caudale.

## Colorația
Colorația este brun-cenușie sau brun-roșcată pe spate, cenușiu-verzuie pe flancuri, cu o bandă îngustă albăstruie de-a-lungul liniei laterale. Solzii spatelui au marginile negre. Abdomenul este albicios sau albicios-gălbui.
Corpul este presărat cu pete mari, negre și aproape rotunde, dispuse astfel: pe spinare, 2-3 pete negre mari și rotunde; alte 2-3 pete după înotătoarea dorsală; pe flancuri 7-10 pete rotunde sau ușor alungite negre-cafenii. La baza înotătoarei caudale sunt 2 pete rotunde albicioase. Pe înotătoarele dorsală și caudală sunt 2 rânduri de pete negre mărunte.

## Dimorfismul sexual
Dimorfismul sexual nu este evident.

## Hrana
Hrana constă din mici nevertebrate reofile: insecte acvatice și larvele lor (plecoptere, trihoptere), crustacee copepode și gamaride, moluște, viermi, larvele și icrele altor pești. Consumă și detritus organic de origine animală sau vegetală.

## Reproducerea
Se reproduce între mai și septembrie (de obicei în mai-iunie), în funcție de condiții climatice din cursul anului.
Fiecare femela depune câteva mii de icre. Icrele sunt depuse pe pietre, în zone mai puțin adânci, cu o viteză a curentului de 1 m/s.

## Importanța economică
În pescuitului industrial și sportiv au o importanță redusă și locală. Carnea deși osoasă, este totuși gustoasă, și este apreciată la nivel local.

## Starea de conservare
Specia este încă relativ abundentă și comună în cele mai multe părți a ariei de distribuție. Populațiile din Austria centrală și de vest și ce bavareză sunt pe cale de dispariție, iar unele populații locale pot intra în declin.
Principalele cauze ale declinului populațiilor de pești sunt reducerea debitului cursurilor de apă, poluării și modificările antropice a albiilor râurilor, introducerea unor specii alogene de pești sau  a unor cantități mari de pești autohtoni prădători, pescuitul sportiv.
În România au fost desemnate mai multe situri pentru conservare porcușorului de vad : 
Apuseni, Călimani-Gurghiu, Cheile Nerei-Beușnița, Crișul Alb între Gurahonț și Ineu, Crișul Negru, Crișul Repede amonte de Oradea, Cușma, Defileul Crișului Negru, Defileul Crișului Repede-Pădurea Craiului, Defileul Jiului, Domogled-Valea Cernei, Lunca Buzăului, Lunca Râului Doamnei, Lunca Timișului, Munții Făgăraș, Munții Maramureșului, Munții Țarcu, Nordul Gorjului de Est, Nordul Gorjului de Vest, Oltul Mijlociu-Cibin-Hârtibaciu, Oltul Superior, Putna-Vrancea, Râul Moldova între Oniceni și Mitești, Râul Suceava, Sighișoara-Târnava Mare, Someșul Mare, Someșul Mare Superior, Someșul Rece, Șieu-Budac, Valea Izei și Dealul Solovan, Valea Vâlsanului, Văile Brătiei și Brătioarei.